# The Narrows (Alaska)
The Narrows is een natuurlijk kanaal in de Alexanderarchipel in de Alaska Panhandle in het zuidoosten van Alaska in de Verenigde Staten.

## Geografie
Het is het kortste en smalste stuk waterweg dat Wrangell Island van het vasteland van Alaska scheidt. Het verbindt de Eastern Passage in het westen met het Blake Channel in het oosten.

## Geschiedenis
Het werd voor het eerst doorkruist en in kaart gebracht in 1793 door James Johnstone, een van de officieren van George Vancouver tijdens zijn expeditie van 1791-1795. Het werd in 1917 door de United States Coast and Geodetic Survey benoemd.